# Great Books of the Western World
Els Great Books of the Western World són una col·lecció de llibres que formen el cànon del pensament i la literatura occidental. Mortimer Adler, el seu editor, volia que servissin com a base de cursos universitaris on s'ensenyés les aportacions dels antics i es debatessin les seves idees.
La publicació va ser polèmica, per centrar-se excessivament en els clàssics grecs i anglosaxons i ignorar altres aportacions. També se li retreia la sobrerrepresentació d'homes blancs, perpetuant un cànon academicista. La col·lecció, però, va comptar amb el suport de l'Enciclopèdia Britànica i la Universitat de Chicago i en l'actualitat compta amb una fundació pròpia per sufragar les despeses.

## Els llibres
- Volum 1: La gran conversa (introducció i propòsit de l'obra, a càrrec de Robert Maynard Hutchins)
- Volums 2 i 3: El Syntopicon
- Volum 4: Obres d'Homer
- Volum 5: teatre grec, amb obres d'Èsquil, Sòfocles, Eurípides i Aristòfanes
- Volum 6: historiografia, amb obres d'Heròdot i Tucídides
- Volum 7: Els diàlegs de Plató
- Volums 8 i 9: obres d'Aristòtil
- Volum 10: medicina clàssica, amb obres de Gal·lè i Hipòcrates
- Volum 11: els primers matemàtics, amb Euclides, Arquímedes, Apol·loni de Pèrgam i Nicomac de Gerasa
- Volum 12: Lucreci, Epictet i Marc Aureli
- Volum 13: Obres de Virgili
- Volum 14: Obres de Plutarc
- Volum 15: Tàcit
- Volum 16: Ciència clàssica, amb Ptolemeu, Copèrnic i Kepler
- Volum 17: Plotí
- Volum 18: Obres de Sant Agustí
- Volums 19 i 20: Tomàs d'Aquino
- Volum 21: Dante Alighieri
- Volum 22: Obres de Geoffrey Chaucer
- Volum 23: Obres de Maquiavel i Thomas Hobbes
- Volum 24: François Rabelais
- Volum 25: Els assajos de Montaigne
- Volums 26 i 27: Obres de William Shakespeare
- Volum 28: ciència moderna, amb William Gilbert, Gal·lileu i William Harvey
- Volum 29: Cervantes
- Volum 30: Francis Bacon
- Volum 31: el racionalisme, amb Descartes i Spinoza
- Volum 32: Obres de John Milton
- Volum 33: Obres de Blaise Pascal
- Volum 34: Obres d'Isaac Newton i Christian Huygens
- Volum 35: empirisme, amb Locke, Hume i Berkeley
- Volum 36: Jonathan Swift i Laurence Sterne
- Volum 37: Henry Fielding
- Volum 38: selecció d'escrits sobre les lleis
- Volum 39: Obres d'Adam Smith
- Volum 40 i 41: Edward Gibbon
- Volum 42: Kant
- Volum 43: escrits sobre la llibertat i la independència americana
- Volum 44: James Boswell
- Volum 45: ciència contemporània
- Volum 46: Obres de Georg Wilhelm Friedrich Hegel
- Volum 47: Goethe
- Volum 48: Herman Melville
- Volum 49: Obres de Charles Darwin
- Volum 50: el marxisme
- Volums 51 i 52: realisme rus
- Volum 53: William James
- Volum 54: Obres de Freud

Aquests llibres van patir algunes alteracions a la segona edició i van arribar a ser 60 volums (per cobrir el segle XX)

## El Syntopicon
El Syntopicon ocupa dos volums i és un escrit d'Adler sobre les 102 idees clau que segons ell organitzen la col·lecció i que més han influït en la història occidental. Inclou per a cadascuna d'elles un assaig i un recull de referències dels autors del 54 volums, per resseguir el seu curs al llarg de la història. Aporta definicions i lectures complementàries per entendre el concepte i la seva rellevància per a Occident.
El projecte va comptar amb un equip de 100 lectors-redactors i un pressupost altíssim per arribar a la síntesi final. El seu llançament va tenir un gran ressò mediàtic i va inspirar obres posteriors, com la Propaedia del mateix autor.
Al primer volum es recullen les següents idees: àngel, animal, aristocràcia, art, astronomia, bellesa, ésser, causa, atzar, canvi, ciutadà, constitució, valor, costum, definició, democràcia, desig, dialèctica, deure, educació, element, emoció, eternitat, evolució, experiència, família, destí, forma, déu, bé, mal, govern, felicitat, història, honor, hipòtesi, idea, immortalitat, inducció, infinit, judici, justícia, coneixement, treball, llenguatge, llei, llibertat, vida, lògica i amor.
El segon volum conté els següents temes: home, matemàtiques, matèria, mecànica, medicina, memòria humana, imaginació, metafísica, ment, monarquia, natura, necessitat, oligarquia, opinió, oposició, filosofia, física, plaer i dolor, poesia, principi, progrés, profecia, prudència, càstig, qualitat, quantitat, raonament, relació, religió, revolució, retòrica, identitat, ciència, sentit, símbol, pecat, esclavitud, ànima, espai, estat, temprança, teologia, temps, veritat, tirania, universal i particular, virtut, guerra i pau, riquesa, voluntat, saviesa i món.